# Gymnogobius breunigii
Gymnogobius breunigii är en fiskart som först beskrevs av Steindachner, 1879.  Gymnogobius breunigii ingår i släktet Gymnogobius och familjen smörbultsfiskar. Inga underarter finns listade i Catalogue of Life.